# Grumento Nova
Grumento Nova är en ort och kommun i provinsen Potenza i regionen Basilicata i Italien. Kommunen hade 1 694 invånare (2017).